# Neogoniolithon setchellii
Neogoniolithon setchellii (Foslie) Adey, 1970  é o nome botânico  de uma espécie de algas vermelhas pluricelulares do gênero Neogoniolithon, família Corallinaceae, subfamília Mastophoroideae.
- São algas marinhas encontradas na América do Norte (Califórnia e México) e Turquia.

## Sinonímia
- Lithothamnion setchellii  Foslie, 1897
- Hydrolithon setchellii  (Foslie) Setchell & L.R. Mason, 1943